# Ишмуратов, Миннираис Минигалиевич
Миннираис Минигалиевич Ишмуратов (баш. Миңлерәйес Миңлеғәле улы Ишморатов; 25 октября 1940) — экономист. Доктор экономических наук (2010), профессор. Заслуженный работник сельского хозяйства Республики Башкортостан (1992).

## Биография
Ишмуратов Миннираис Минигалиевич родился 25 октября 1940 года в селе Талачево Стерлитамакского района Башкирской АССР в крестьянской семье. По национальности — башкир.
В 1958 году окончил Стерлитамакский зооветеринарный техникум. С 1959 года работал зоотехником в колхозах имени Салавата и Ленина, главным ветеринарным врачом и секретарем партийного комитета совхоза «Заливной» Стерлитамакского района Башкирской АССР. В 1964—1966 годах проходил службу в Советской Армии.
В 1970 году окончил Башкирский сельскохозяйственный институт по специальности «Ветеринария». С 1971 года являлся 2-м секретарем Стерлитамакского районного комитета КПСС.
В 1978 году заочно окончил Высшую партийную школу при ЦК КПСС. В 1979—1983 годах — председатель исполнительного комитета Стерлитамакского районного совета народных депутатов. С 1983 года — первым секретарем Аургазинского районного комитета КПСС, с 1991 года — председатель исполнительного комитета Аургазинского районного совета народных депутатов и в то же время является главой администрации Аургазинского района Республики Башкортостан.
В 1995 году окончил Башкирскую академию государственной службы и управления при Президенте Республики Башкортостан по специальности «Юриспруденция».
Депутат Верховного Совета Башкирской АССР 10-го, 11-го и 12-го созывов. Депутат Государственного Собрания — Курултая Республики Башкортостан 1-го и 2-го созывов, избирался заместителем председателя парламента и председателем Палаты Представителей Государственного Собрания — Курултая Республики Башкортостан.
В 1996—1997 годы представлял Республику Башкортостан в Совете Федерации Федерального Собрания Российской Федерации, был членом Комитета по делам Содружества Независимых Государств.
С 2000 года — доцент Башкирской академии государственной службы и управления при Президенте Республики Башкортостан. В 2010 году успешно защитил докторскую диссертацию и получил степень доктора экономических наук.
Принимал участие в строительстве мечети в селе Талачево Стерлитамакского района Республики Башкортостан.

## Научные труды
Является автором 96 научных трудов, учебных пособий и учебно-методических комплексов.
- Формирование и государственное регулирование регионального рынка молока и молочной продукции : На материалах Республики Башкортостан : диссертация … кандидата экономических наук : 08.00.05. — Москва, 2000. — 184 с.
- Развитие инфраструктуры регионального продовольственного рынка : теория, методология, практика : диссертация … доктора экономических наук : 08.00.05. — Москва, 2009. — 283 с.
- Региональная экономика и управление : учебное пособие / М. М. Ишмуратов, С. А. Ларцева ; ГБОУ ВПО «Башкирская акад. гос. службы и упр. при Президенте Республики Башкортостан», Каф. экономической теории и социально-экономической политики. — Уфа : БАГСУ, 2012. — 107 с. — ISBN 978-5-903358-81-6
- Проблемы и приоритеты развития сельского хозяйства Республики Башкортостан // Экономика и управление. Уфа — 2013. — № 6. С. 37—42.
- Инновационное развитие как важнейший фактор модернизации сельского хозяйства региона // Научная индустрия европейского континента. Прага
- Проблемы социального развития кластеров сельских территорий Республики Башкортостан // Фундаментальные исследования. М.: 2014. — № 11 (10). С . 2209—2216.
- Инновационное развитие сельского хозяйства как фактор развития сельских территорий // Экономика сельского хозяйства России. М. — 2014. № 8. С. 15 — 20.
- Приоритеты развития аграрного сектора в условиях вхождения России в ВТО / современные проблемы экономической науки: коллективная монография. Уфа: БАГСУ. — 2013. С. 183—197.

## Награды и звания
- Орден Трудового Красного Знамени (дважды)
- Орден Дружбы народов
- Орден «Знак Почёта»
- Заслуженный работник сельского хозяйства Республики Башкортостан (1992)
- Почётный гражданин Стерлитамакского района (2008)